# 珀拉
珀拉是奥地利下奥地利州茨韦特尔县的一个市镇。总面积104.51平方公里，总人口975人，人口密度9.3人/平方公里（1.1.2012年）。